# EMD F125
Az EMD F125 Spirit négytengelyes személyszállító dízelmozdony, amelyet az Electro-Motive Diesel (EMD) gyártott 2015 és 2021 között az észak-amerikai piacra. Hajtásáról egy Caterpillar C175-20 típusú, V20 elrendezésű, 4700 lóerő (3500 kW) teljesítményű dízelmotor gondoskodik. Ez volt az EMD első új személyszállító mozdonya az észak-amerikai piacra az EMD DE30AC és DM30AC típusú egységek óta, melyeket 1997 és 1999 között a Long Island Rail Road számára építettek.
Az F125 jellemzői közé tartozik az Amerikai Környezetvédelmi Hivatal (EPA) Tier 4 károsanyag-kibocsátási előírásának való megfelelés (kipufogógáz-utánkezeléssel), a váltóáramú vontatási rendszerek, a fejlett ütközési energiakezelési (CEM) technológia, valamint a spanyol Vossloh által tervezett áramvonalas járműszekrény és a nagysebességű szolgálatra tervezett forgóvázak.

## Történet
A Los Angeles-i Metrolink elővárosi vasúttársaság volt az EMD F125 első és egyben egyetlen megrendelője, amely összesen 40 darabra adott le megrendelést. A 10 egységből álló alaprendelés és a további 10 egységre vonatkozó opció költségét 150 millió dollárra becsülték, a leszállítás a tervek szerint 2016-ban kezdődött volna meg. Az alaprendelésre vonatkozó szerződést 2013. május 31-én írták alá 10 mozdonyra, további 10 mozdonyra vonatkozó opcióval, amelyet később le is hívtak. Amint rendelkezésre állt további finanszírozás, további egységeket rendeltek. Az egységek a korosodó EMD F59PH- és F59PHI-egységeket váltották le.
Az első mozdony tesztüzemét 2016 első negyedévében kezdték meg, és 2016. július 18-án mutatták be a nagyközönségnek a Los Angeles Union Station állomáson egy különleges esemény keretében, majd 2017. június 10-én volt az első fővonali üzeme.
A megrendelés nagy részét 2017 áprilisára kellett volna leszállítani, de a mozdonyokkal kapcsolatos súlyos problémák miatt a Metrolink nem vette át a legyártott egységek nagy részét. 2018 novemberében a Metrolink bejelentette, hogy csak öt mozdonyt fogadtak el, és a projekt két év késésben van a tervezettől. 2022-re mind a negyven F125 mozdonyt átadták a Metrolinknek és üzembe is helyezték azokat.
Az F125 más Tier 4 szabványnak megfelelő mozdonyokkal, így például a Siemens Charger sorozattal és az MPI MPXpress MP54AC mozdonnyal versenyzett. Az F125 és az MP54AC is nehezen talált vevőket, ellentétben a Charger sorozattal, amelyből több mint 350 darabot adtak el, beleértve az Amtrak és a Via Rail nagy megrendeléseit is.

## Fordítás
- Ez a szócikk részben vagy egészben  az   EMD F125 című angol Wikipédia-szócikk ezen változatának fordításán alapul.  Az eredeti cikk szerkesztőit annak laptörténete sorolja fel. Ez a jelzés csupán a megfogalmazás eredetét és a szerzői jogokat jelzi, nem szolgál a cikkben szereplő információk forrásmegjelöléseként.